# 平井崇士
平井 崇士（ひらい たかし、1977年5月19日 - ）は、福岡県出身のプロバスケットボール選手である。ポジションはシューティングガード、スモールフォワード。190cm、87kg。

## 来歴
九産大付九州高、国際武道大学を経て、福岡BBボーイズに参加。のじぎく兵庫国体の福岡代表として優勝に貢献した。
2007年のライジング福岡発足及びbjリーグ参加に伴い、チームトライアウトを経て入団した。
1シーズン限りで退団した後、大分ヒートデビルズの練習生となり、2009年10月29日に同チームとプロ契約を結んだ。